# In tribulatione mea invocavi Dominum
Joan Guinjoan va compondre In tribulatione mea invocani Dominium en 1987 per encàrrec de la Semana de Música Religiosa de Cuenca. És una obra simfònico-coral que agafa el text del Salm 17 (18), Gratiarum actio regis David pro salute et victoria, sent la primera composició de caràcter religiós del compositor. S'estrenà el 13 d'abril de 1987 a l'antiga església de Sant Pau pel Cor de la Fundació Príncep d'Astúries i l'Orquestra Simfònica d'Astúries, dirigits per Sabas Calvillo. L'obra és dedicada a Pietat Homs. Té una duració de 20 minuts.

## Motivació
L'autor, en aprofundir sobre la lectura d'aquest salm, va quedar "seduït per les belles imatges dels versicles elegits i per la seva descripció poètica. Pel que fa al seu aspecte formal, podria definir-se en primer lloc com un poema religiós, segons la mateixa estructura i el contingut del text. No obstant, aquesta llibertat morfològica no impedeix que hi hagi un motiu que posa en evidència la imatge principal, la qual determina el títol. En realitat, es tracta d'un element característic que discorre a la part central, i serveix d'eix catalitzador entre la primera i la darrera part". Guinjoan, però, afegia, sobre el treball vocal: "Tot i que no hi ha solistes no hi ha solistes individuals, la part vocal té una importància vital fins al final del versicle número 8, on arriba al seu punt culminant subratllat per un ritme repetitiu que pot suggerir la saeta. S'hi fan servir alguns dels procediments propis de la fonètica (murmuri, xiuxiueig, etc.) Després, a partir de la descripció apocalíptica, les seves intervencions són esporàdiques, i adquireixen un relleu més gran l'orquestra i la part recitada fins l'últim versicle (número 17), on el cor recupera l'autonomia." I, finalment, amb relació a l'estètica: "Prosseguint la línia que caracteritza les meves obres més recents, el llenguatge emprat és lliure i es defineix per un eclecticisme que obeeix un objectiu molt concret: aconseguir una fusió d'elements procedents de diverses tendències i gèneres, amb la finalitat d'establir, mitjançant una coherència estilística, un discurs comunicatiu, capaç de mantenir un interès musical constant".

## Salm
4. Rodejat d'adversaris delirants, clamo a Jahvè,
crido auxili enmig dels enemics.
5. Les onades de la mort m'envoltaven,
sentia l'esglai dels torrents de Belial,
6. m'estrenyia amb el seu llaç el regne dels morts,
davant mateix tenia els seus paranys,
7. En veure'm en perill, clamo a Jahvè,
crido socors al meu Déu,
i des del seu palau escolta el meu clam,
el meu crit li arriba al cor.
8. Llavors la terra se somogué i tremolà,
cruixiren els fonaments de les muntanyes,
els sacsejà la seva indignació.
9. Del seu respir s'alçaren glops de fum,
li sortia de la boca un foc devorador,
tot ell llançava brases.
10. Esberlà la volta del cel i baixà,
tenia sota els peus una negra nuvolada
11. i, endut sobre les ales de l'huracà,
volava, prenent per carrossa un querubí.
12. Es cobrí de foscor tot al voltant,
el seu pavelló era l'aigua tenebrosa,
13. els núvols, davant del seu esclat,
es tornaren calamarsa, brases i foc.
14. Jahvè, del cel estant, feu esclatar la tronada,
l'Altíssim feu retrunyir la seva veu,
15. i els dispersava tirant les seves fletxes,
els desconcertava fulminant els seus llamps;
16. llavors aparegué el fons de la mar,
els fonaments de la terra quedaren descoberts,
en sentir el crit del vostre reny
i el bufec terrible del vostre respir.
17. Allargà la mà des de dalt i m'agafà,
em tragué fora de l'aiguat.

## Instrumentació
La instrumentació per interpretar l'obra ha de constar de:
- 2 flautes
- 2 oboès
- 2 clarinets en Si bemoll
- 2 fagots
- 4 trompes en Fa
- 2 trompetes en Do
- 2 trombons
- 3 timbales
- 1 xilòfon
- 1 bombo
- 2 tom-tom
- 1 caixa
- 1 tam-tam
- 1 gong
- 2 plats
- 1 "piatto col arco"
- 1 carraca
- cor
- cordes (violí 1 i 2, viola violoncel i contrabaix)